# Hallau
Hallau je obec ve švýcarském kantonu Schaffhausen. Žije zde přibližně 2 200 obyvatel.

## Geografie
Obec se nachází v nejsevernější části Švýcarska, asi 13 kilometrů západně od centra kantonálního hlavního města Schaffhausen. 
Sousedními obcemi jsou Oberhallau, Neunkirch a Wilchingen, stejně jako Stühlingen v Německu.

## Historie

Letecký pohled (1923)

První zmínka o Hallau pochází z roku 1064. Hall- pravděpodobně pochází ze starohornoněmeckého hal „slaný pramen“, -au ze starohornoněmeckého ouwa „země u vody“.
V roce 1457 získala obec od junkera Heinricha von Erzingen ves Wunderklingen, v níž Hallau od té doby vykonávalo nižší soudní pravomoc. V roce 1491 byl postaven horský kostel svatého Mořice. Vesnický kostel svatého Mořice, mylně nazývaný také svatý Ulrich, existoval mnohem déle, jak ukázal archeologický výzkum v roce 1954. V roce 1526 se Oberhallau oddělilo od Hallau (Unterhallau) a vytvořilo vlastní farnost. V roce 1547 je poprvé zmiňováno 16 praporů, do kterých byli rozděleni všichni bojeschopní obyvatelé Hallau na obranu obce. V letech 1564, 1611 a 1629 řádil v Hallau mor. První kostelní matrika byla sestavena v roce 1629. V roce 1713 se Oberhallau oddělilo od farnosti Hallau i po církevní stránce. V roce 1831 se obyvatelé Hallau vydali ozbrojeným pochodem do města Schaffhausen, aby prosadili svou vůli v novém zřízení. V roce 1853 založil Johann Georg Pfund místní muzeum. V roce 1871 přijalo Hallau 100 vojáků francouzské armády generála Charlese Denise Bourbakiho; jeden z nich zemřel a byl pohřben u horského kostela. V roce 1895 byla ve Wunderklingenu postavena vodárna a elektrárna (WEH). V roce 1905 byla otevřena tramvajová trať do Schleitheimu, vedoucí však mimo Hallau, v roce 1927 následoval první poštovní autobus a téže roce skončil provoz koňských poštovních dostavníků. V letech 1945 až 1956 došlo ke scelování dříve rozdrobené zemědělské půdy.

## Obyvatelstvo

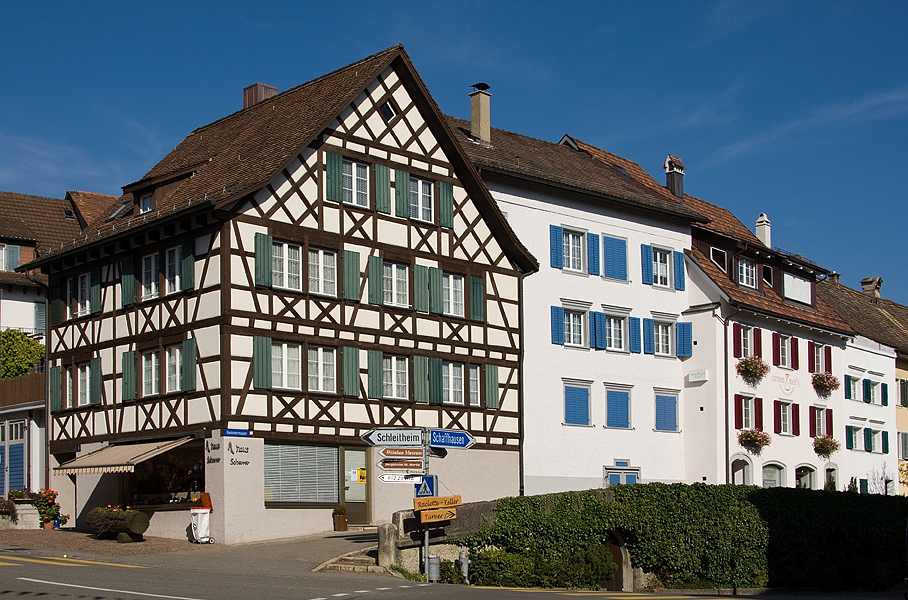
Tradiční architektura v obci

| Rok            | 1771 | 1850 | 1900 | 1910 | 1950 | 2000 |
| Počet obyvatel | 1729 | 2607 | 1870 | 1764 | 1959 | 2008 |

## Hospodářství

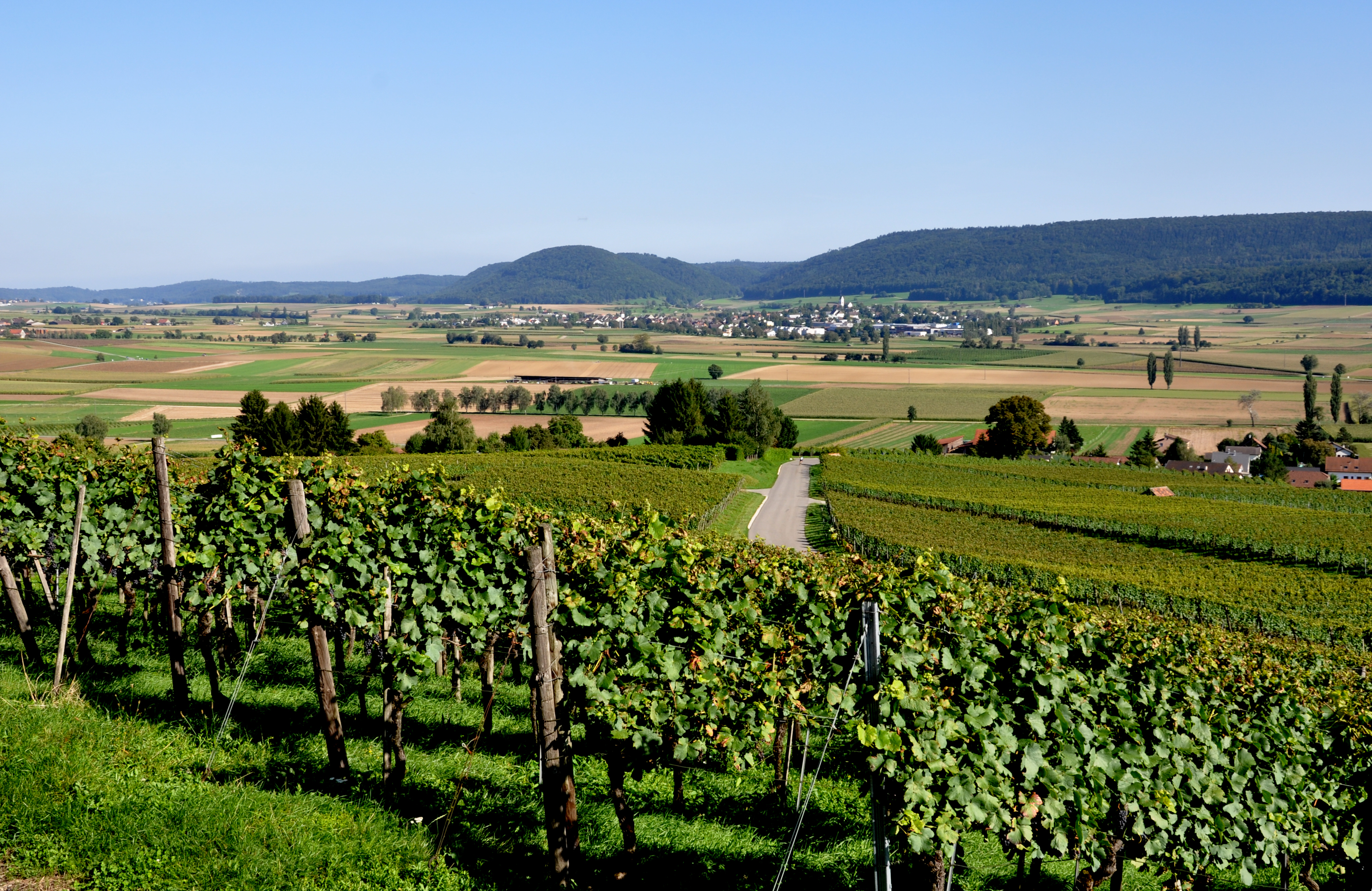
Vinice v Hallau

Hallau je jednou z nejznámějších vinařských obcí ve Švýcarsku a je součástí vinařské oblasti Blauburgunderland. Vinařství Rimuss, známé nealkoholickými šumivými víny, má v Hallau svůj výrobní závod.

## Doprava
Obec je spojena s okolními sídly pouze regionálními silnicemi. Nejbližší nájezd na dálnici A4 ve směru na Curych nebo Stuttgart je vzdálen 13 km.
Napojení na síť veřejné dopravy zajišťují autobusové linky systému SchaffhausenBus. Železniční stanice Wilchingen-Hallau, vzdálená asi 2 km od obce, se nachází na železniční trati, zvané Hochrheinbahn (Basilej – Schaffhausen – Singen – Kostnice). Obsluhují ji osobní vlaky v pravidelném intervalu.